# Nilópolis
Nilópolis város Brazíliában, Rio de Janeiro államban. Lakosainak száma 146 774 fő (2022). Nilópolis São João de Meriti, Rio de Janeiro és Mesquita községekkel határos.

## Népesség
A település népességének változása:
| Lakosok száma | 153 712 | 157 425 | 162 893 | 146 774 |
|               | 2000    | 2010    | 2021    | 2022    |